# 岡部豊
岡部 豊（おかべ ゆたか、1968年 -）は元TOKYO FM、ニッポン放送のディレクター、プロデューサー。アンビッシュ社長。

## 人物
- 上智大学文学部卒業後、株式会社エフエム東京入社[1]。
- 編成局制作部に配属され、音楽番組を中心に多くの番組制作を担当[1]。
- 1994年、株式会社ニッポン放送入社[1]。
- 編成局制作部にて、オールナイトニッポンをはじめ、ディレクター、プロデューサーとして数多くの番組制作、イベント制作、CD・出版物のプロデュースに携わる[1]。
- 2002年、ディレクターとして携わった「西川貴教のallnightnippon SUPER!」で2002年日本民間放送連盟賞を受賞した[3]。

## 担当していた番組
- GacktのFURACHIなオトコたち
- KinKi Kids キンキラキンキワールド
- 電気グルーヴのビリビリいこうぜ
- 女子高生サイコー!?裁判SHOW!!
- 西川貴教のallnightnippon SUPER!
- SNAIL RAMP竹村あきらの@llnightnippon.com
- 中澤裕子のANN SundaySUPER!
- 氣志團綾小路セロニアス翔のオールナイトニッポン
- 新日鉄コンサート
- HOT'n HOT お気に入りに追加!
- TEEN'S MUSIC WAVE